# Wesel
Wesel este un oraș din districtul Wesel, landul Nordrhein-Westfalen, Germania, fost oraș component al Ligii Hanseatice.

## Personalități marcante
- Hans Lippershey (1570 – 1619), optician, s-a născut la Wesel.
- Dieter Nuhr, autor și cabaretist